# WWF Over the Edge
 Der er for få eller ingen kildehenvisninger i denne artikel, hvilket er et problem. Du kan hjælpe ved at angive troværdige kilder til de påstande, som fremføres i artiklen.

Over the Edge var et pay-per-view-show inden for wrestling, produceret af World Wrestling Federation (WWF). Det var ét af organisationens månedlige shows og blev afholdt i maj fra 1998 til 1999. I 1998 var showet, som mange andre af WWF's pay-per-view-shows i slutningen af 1990'erne, en del af In Your House-showene. Over the Edge huskes dog mest for 1999-udgaven, hvor wrestleren Owen Hart blev dræbt efter et fald fra loftet i forbindelse med sin entré. 
Ved Over the Edge 1999 vandt The Undertaker VM-titlen fra Steve Austin og blev derved WWF's nye verdensmester. Derudover besejrede The Rock også Triple H. Owen Hart var programsat til at møde The Godfather i en kamp WWF Intercontinental Championship ved showet. Owen Hart wrestlede under sin Blue Blazer-gimmick, og det var derfor meningen, at han skulle lave en entré ligesom en superhelt. Han skulle komme ned fra loftet i arenaen og flyve ned i ringen. Der var dog en funktionsfejl ved Harts seletøj, og han blev derfor sluppet fri alt for tidligt. Han faldt 21 meter ned i ringen og døde. World Wrestling Federation er senere blevet hårdt kritiseret for at have fortsat showet på trods af det tragiske dødsfald. Hart-familien sagsøgte wrestlingorganisationen for det dårligt planlagte stunt. WWF endte med at betale 18 million dollars til Hart-familien. 

## Resultater

### 1999
Over the Edge 1999 fandt sted fra d. 23. maj 1999 fra Kemper Arena i Kansas City, Missouri.
- WWF Tag Team Championship: Kane og X-Pac besejrede D'Lo Brown og Mark Henry (med Ivory)
- WWF Hardcore Championship: Al Snow besejrede Hardcore Holly
- Val Venis og Nicole Bass besejrede Jeff Jarrett og Debra
- Mr. Ass besejrede Road Dogg
- The Union (Mankind, Big Show, Test og Ken Shamrock) besejrede Corporate Ministry (Viscera, Big Bossman og The Acolytes (Faarooq og Bradshaw)) i en Eight man-elimination tag team match
- The Rock besejrede Triple H (med Chyna) via diskvalifikation
- WWF Championship: The Undertaker besejrede Steve Austin

| Sport | Spire Denne artikel om sport er en spire som bør udbygges. Du er velkommen til at hjælpe Wikipedia ved at udvide den. |